# أوتو نيلسون
أوتو نيلسون (بالسويدية: Otto Nilsson)‏ هو منافس ألعاب قوى سويدي، ولد في 26 فبراير 1879 في غوتنبرغ في السويد، وتوفي بنفس المكان في 10 نوفمبر 1960.

## وصلات خارجية
- أوتو نيلسون على موقع اللجنة الأولمبية الدولية (الإنجليزية)
- أوتو نيلسون على موقع أوليمبيديا (الإنجليزية)
- أوتو نيلسون على موقع اللجنة الأولمبية السويدية (السويدية)